# Magnesiostaurolith
Magnesiostaurolith ist ein sehr selten vorkommendes Mineral der Mineralklasse der „Silikate und Germanate“. Es kristallisiert im monoklinen Kristallsystem mit der chemischen Zusammensetzung Mg(Mg,Li)3(Al,Mg)18Si8O44(OH)4 und konnte bisher nur in Form von Einschlüssen in anderen Mineralen gefunden werden.

## Etymologie und Geschichte
Erstmals gefunden wurde Magnesiostaurolith 1992 im Gilbatal in der italienischen Gemeinde Brossasco und als eigenständiges Mineral anerkannt unter der Nr. IMA 1992-035. Die Erstbeschreibung des Minerals erfolgte durch Christian Chopin, Bruno Goffe, Luciano Ungaretti und Roberta Oberti, die das Mineral in Anlehnung an seine nahe Verwandtschaft mit dem Staurolith und seinem Magnesiumgehalt benannten und ihre Beschreibung und Benennung 2003 im European Journal of Mineralogy 15, 167-176 veröffentlichten.

## Klassifikation
In der veralteten 8. Auflage der Mineralsystematik nach Strunz war der Magnesiostaurolith noch nicht aufgeführt.
In der zuletzt 2018 überarbeiteten Lapis-Systematik nach Stefan Weiß, die formal auf der alten Systematik von Karl Hugo Strunz in der 8. Auflage basiert, erhielt das Mineral die System- und Mineralnummer VIII/B.03-003. Dies entspricht der Klasse der „Silikate“ und dort der Abteilung „Inselsilikate mit tetraederfremden Anionen“, wo Magnesiostaurolith zusammen mit Gerstmannit, Klinoedrit, Staurolith, Stringhamit und Zinkstaurolith eine unbenannte Gruppe mit der Systemnummer VIII/B.03 bildet.
Die von der International Mineralogical Association (IMA) zuletzt 2009 aktualisierte 9. Auflage der Strunz’schen Mineralsystematik ordnet den Magnesiostaurolith in die Klasse der „Silikate und Germanate“ und dort in die Abteilung „Inselsilikate (Nesosilikate)“ ein. Hier ist das Mineral in der Unterabteilung „Inselsilikate mit zusätzlichen Anionen; Kationen in [4]er-, [5]er- und/oder nur [6]er-Koordination“ zu finden, wo es zusammen mit Staurolith und Zinkstaurolith die „Staurolithgruppe“ mit der Systemnummer 9.AF.30 bildet.
In der vorwiegend im englischen Sprachraum gebräuchlichen Systematik der Minerale nach Dana hat Magnesiostaurolith die System- und Mineralnummer 52.02.03.02. Das entspricht der Klasse der „Silikate“ und dort der Abteilung „Inselsilikate: SiO4-Gruppen und O, OH, F und H2O“. Hier findet er sich innerhalb der Unterabteilung „Inselsilikate: SiO4-Gruppen und O, OH, F und H2O mit Kationen in [4] und >[4]-Koordination“ in einer unbenannten Gruppe mit der Systemnummer 52.02.03, in der auch Staurolith und Zinkstaurolith eingeordnet sind.

## Kristallstruktur
Magnesiostaurolith kristallisiert monoklin in der Raumgruppe C2/m (Raumgruppen-Nr. 12) mit den Gitterparametern a = 7,8706 Å; b = 16,5411 Å; c = 5,6323 Å und β = 90,007° sowie eine Formeleinheit pro Elementarzelle.
Magnesiostaurolithe der Dora-Maira-Region enthalten neben Magnesium noch signifikante Mengen an Lithium sowie etwas Eisen. Die vollständige Strukturformel lautet:
M4(Fe2+0,16Mg0,72vac3,12) T2(Mg1,86Li0,94Zn0,02vac1,18) M1,2(Al15,96Ti0,04) M3(Al1,58Mg0,45vac1,97) T1(Si7,96Al0,04) O44,02 (OH)3,98
Leerstellen sind in dieser Strukturformel als vac (für vacancy) ausgewiesen.
Gut 1/4 der Kationen auf den Gitterpositionen der zweiwertigen Kationen ist mit Lithium (Li+) besetzt. Damit gehören die Dora-Maira-Staurolithe mit zu den lithiumreichsten Staurolithen in der Literatur. Ursache der hohen Li-Gehalte ist nicht ein ungewöhnlich hoher Li-Gehalt des Gesamtgesteins, sondern das Vorhandensein von im Vergleich zu anderen gesteinsbildenden Mineralen großen Tetraederlücken (T2) in der Staurolithstruktur. Dies führt dazu, dass Staurolithe die gesamte Menge der Kationen eines Gesteins aufnehmen, für die eine solch große Tetraederlücke energetisch besonders günstig ist (z. B. Li+ und Zn2+).
Die im Allgemeinen leere M4-Oktaederlücke ist zu fast 1/4 mit Kationen besetzt (0,88 apfu). Jeder M4-Oktaeder ist über gemeinsame Flächen mit zwei T2-Tetraedern verbunden. Der Abstand zwischen einer M4- und einer T2-Lücke ist so klein, dass eine gemeinsame Besetzung benachbarter T2- und M4-Positionen ausgeschlossen werden kann. Bei gleichmäßiger Verteilung der Kationen auf den M4-Positionen sollten für jede besetzte M4-Position annähernd zwei T2-Positionen leer sein. Tatsächlich sind es deutlich weniger (1,34 Leerstellen auf T2 pro besetzter M4-Position). Dies deutet darauf hin, dass sich im Staurolithgitter Cluster mit hoher und geringer Besetzung der M4-Position bilden.

## Bildung und Fundorte
Magnesiostaurolith ist ein reines Hochdruckmineral. Experimentelle Studien zeigen, dass reiner Magnesiostaurolith bei Drucken zwischen 12 und 60 kbar und Temperaturen zwischen 600 °C und 900 °C stabil ist.
In der Natur kommt Magnesiostaurolith in den Ultrahochdruckgesteinen (Weißschiefer) der italienischen Westalpen vor (Dora-Maira-Massiv). Dort tritt er zusammen mit Talk, Klinochlor und Kyanit als Einschluss in Pyrop auf. Des Weiteren konnte Magnesiostaurolith noch bei Zhimafang im chinesischen Bezirk Donghai gefunden werden.